# Ashikaga Yoshiteru
En aquest nom japonès, el cognom és Ashikaga.
Ashikaga Yoshiteru (足利 義輝) (31 de març del 1536 - 17 de juny del 1565) va ser tretzè shogun del shogunat Ashikaga i va governar entre el 1546 i el 1565 al Japó. Va ser el fill gran de l'onzè shogun Ashikaga Yoshiharu, va ser el germà petit d'Ashikaga Yoshiaki.
De la mateixa manera que el seu pare va ser un governant titella i va estar al mig de la disputa entre Miyoshi Nagayoshi i Hosokawa Ujitsuna. Va intentar reafirmar la seva autoritat de shogun sobre els daimyos, va crear negociants de pau amb Takeda Shingen i Uesugi Kenshin, Shimazu Takahisa i Otomo Yoshishige, i Mori Motonari i Amago Haruhisa.